# 大韋內迪格山

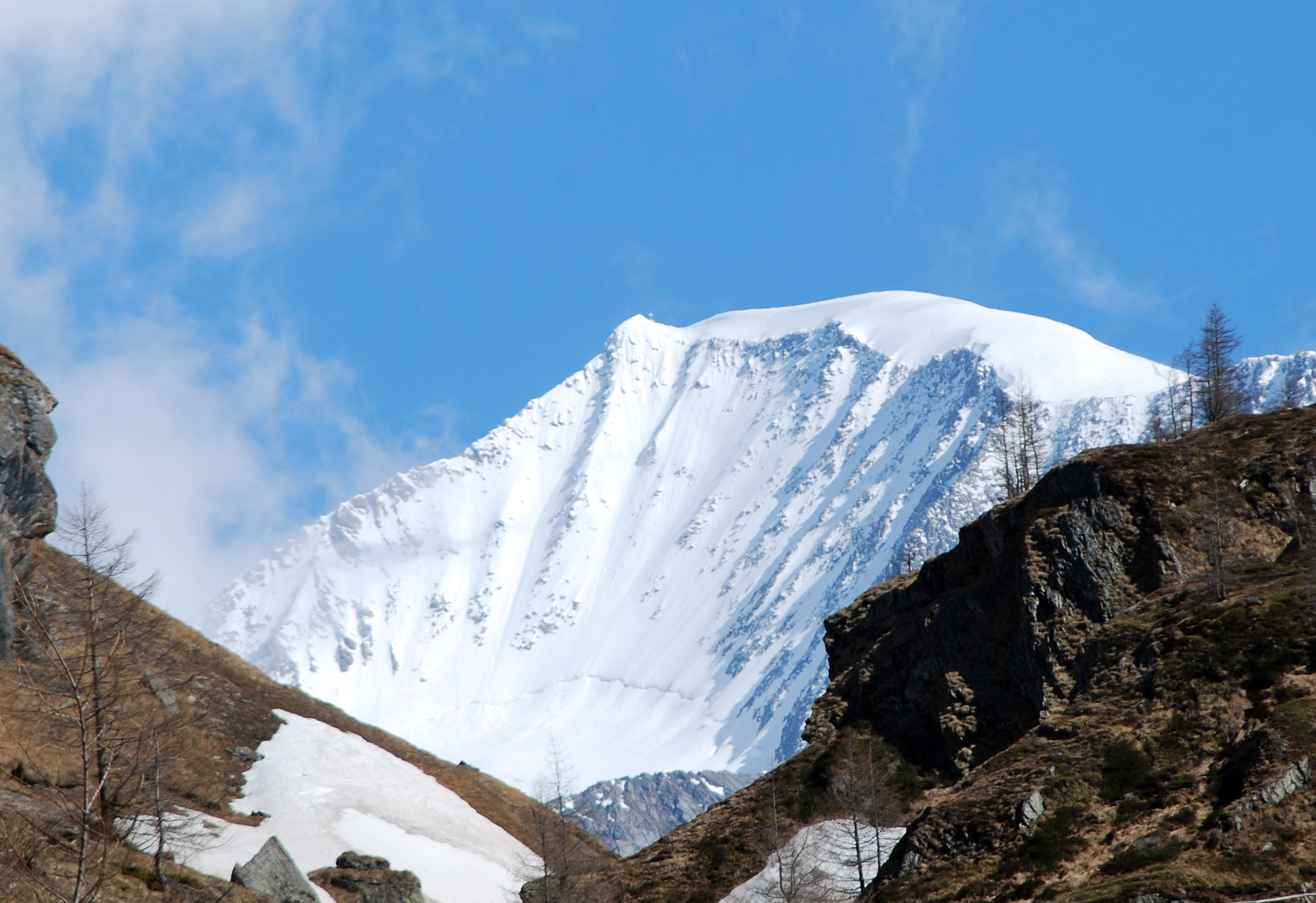

47°6′34″N 12°20′44″E / 47.10944°N 12.34556°E
大韋內迪格山（德語：Großvenediger），是奧地利的山峰，位於該國西南部，處於薩爾茨堡州和蒂羅爾州接壤的邊界，屬於維內迪傑山脈的一部分，海拔高度3,657米，人類在1841年首次登上該山峰。